# Contouring

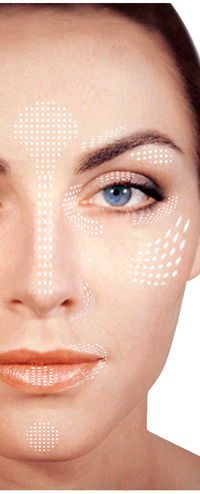
Campagne de teasing

Le contouring est une technique de maquillage jouant sur les effets d'optique sombre/clair afin d'améliorer la perception de l’aspect d'un visage. La technique a été popularisée aux États-Unis, où elle a fait de nombreux adeptes, dont de grandes figures de la mode, du cinéma, de la scène, ainsi que d’autres célébrités. 

## Présentation
Le contouring est une technique de maquillage qui permet de modifier la perception des traits du visage, de « sculpter » les contours du visage afin de les rendre plus harmonieux. C’est un maquillage qui joue avec deux familles de couleurs, à savoir les teintes foncées et les teintes claires. Il consiste à ombrer les parties du visage qui semblent trop imposantes ou peu flatteuses et à mettre en valeur en revanche les atouts naturels. Ce jeu d’ombres et de lumières, ou de clair-obscur est le fondement même de la technique,. En répartissant ingénieusement des tonalités ombrées et des tonalités claires sur le visage, on arrive à dissimuler certaines zones et à mettre en évidence d’autres parties grâce à une technique bien connue, le highlight. L'intérêt étant de valoriser discrètement les atouts naturels pour mieux dissimuler les petits défauts.
Le contouring conviendrait à toutes les femmes, quelles que soient la forme du visage et la carnation. Il est plus particulièrement adapté pour une personne complexée par la taille du nez, du double menton, par un front trop petit ou un visage trop rond. Les hommes peuvent également avoir recours à cette technique pour camoufler certains traits de leur visage, afin de se présenter sous leur meilleur aspect.

## Une technique aux origines lointaines
Les origines du contouring remontent aussi loin que l’invention de l’art du maquillage. Il était essentiellement réservé aux professionnels des métiers de la scène et des grandes représentations théâtrales. Au cours des années 1950, les vedettes hollywoodiennes telles que Marilyn Monroe ou encore Sophia Loren en étaient particulièrement friandes. Plus tard dans les années 1980 et 1990, cette technique de maquillage s’est encore plus démocratisée, devenant plus utilisée par les maquilleurs professionnels intervenant dans les défilés de mode, dans le cinéma ou encore dans le milieu de la scène.
Durant ces dernières années, alors que cette technique semblait encore disparaître de la scène publique, la célébrité de la télé-réalité Kim Kardashian l’a entièrement ressuscité à travers des centaines de photos d’elle partagées sur les réseaux sociaux. Sur ces photos, on pouvait voir Scott Barnes, un maquilleur de vedettes hollywoodiennes, en train d’appliquer soigneusement la technique sur le visage de la jeune femme.
Par la suite, la communauté beauté de YouTube a permis d'enseigner la technique à une échelle mondiale. Des youtubeuses du monde entier ont filmé leurs techniques de contouring permettant aux femmes lambda de recréer ce maquillage et de mettre leur visage en valeur. 

## Principales étapes
Comme tout maquillage, le contouring est une technique qui s’applique sur une peau propre et complètement unifiée. La première étape consiste à appliquer une base de maquillage, constituée d’une base de teint qui aidera à fixer le maquillage et d’un fond de teint classique parfaitement adapté à la carnation. La deuxième étape consiste à ombrer, c’est-à-dire affiner les parties du visage jugées trop imposantes. Concrètement, cette opération consiste à utiliser une poudre mate pour rétrécir le front, creuser les joues, affiner ou raccourcir le nez, ou encore faire disparaître le double menton.
La troisième étape consiste à utiliser un illuminateur de teint pour apporter la lumière sur les parties du visage jugées pas suffisamment imposantes, notamment le haut bombé des pommettes, la partie inférieure de l’arcade sourcilière, l’arc de cupidon, le menton, le front, le milieu du nez et les côtés de la bouche. Après avoir éclairé et ombré, il faut harmoniser le visage en fondant les couleurs avec un pinceau ou une éponge, une dernière étape qui permet de donner un aspect plus naturel au visage.

## Exemples de techniques
Le contouring permet de corriger les défauts du visage sans recourir à la chirurgie. Toutefois, les procédés varient plus ou moins selon que le visage soit rond, long, carré, rectangle, ovale, de forme triangulaire, ou à la forme d’un triangle inversé. Pour chaque type de visage, il existe une façon particulière d’appliquer le maquillage pour obtenir le résultat voulu. 
Pour travailler un visage ovale, il faut étirer le plus souvent fond de teint du centre vers l’extérieur, et appliquer de la poudre foncée sur les contours extérieurs. Pour un visage trop long, il faut redessiner l’axe horizontal du menton. Pour corriger un front trop petit, il faut éclairer le haut du front et ombrer les tempes. Pour rétrécir une partie du visage, il suffit de l’ombrer, et en revanche l’éclairer lorsque l’objectif est de l’agrandir. Pour un visage trop arrondi ou encore des mâchoires trop carrées, il faut ombrer abondamment le bas des mâchoires[réf. nécessaire]. 

### Reportages
- Contouring : le maquillage plus fort que la chirurgie, 100 % Mag, M6, septembre 2014, 5 min 40 s, visualiser en ligne
- Stéphane Bern, Contouring : Sculpter son visage, Comment ça va bien !, France 2, 16 avril 2014, 10 min 38 s visualiser en ligne
- Élodie Bousquet, « Cinq tutos contouring pour sculpter son visage », Styles, sur lexpress.fr, L'Express, 5 juin 2014 (consulté le 21 décembre 2014)